# Bailar - 12 successi latino - americani
Bailar - 12 successi latino - americano è il secondo album della cantante italiana Wilma De Angelis pubblicato dalla casa discografica CDI nel 1966. Come si intuisce dal titolo l'album contiene 12 cover di successi latino - americano

## Tracce
Lato A
1. Brazil
2. Quizas quizas
3. La malagueña
4. Pedacito de cielo
5. Solamente una vez
6. La paloma

Lato B
1. La ultima noche
2. Mañana
3. Adiós pampa mia
4. Tres palabras
5. Perfidia
6. A la buena de dios